# Жанры игрового кино
Жанры игрового кино — группы произведений игрового кино, выделяемые на основе сходных черт их внутреннего строения.
Жанры игрового кино не имеют чётких границ, которые обычно расплывчаты, и различные жанры могут непрерывно переходить один в другой, соединяясь и разделяясь. Каждый жанр, в свою очередь, может разделяться на несколько поджанров. В результате один и тот же фильм можно отнести к нескольким жанровым группам.

## Определение жанра
Жанр — исторически сложившееся внутреннее подразделение во всех видах искусства. В каждом из видов искусства деление на жанры имеет свои особенности и не совпадает с другими видами. Тем не менее, окончательного определения термина «жанр» не существует, и понятия «род», «вид», «разновидность» часто используются, как его синонимы. При этом, для каждого из видов искусства характерно изменение набора жанров в соответствии с эпохой.

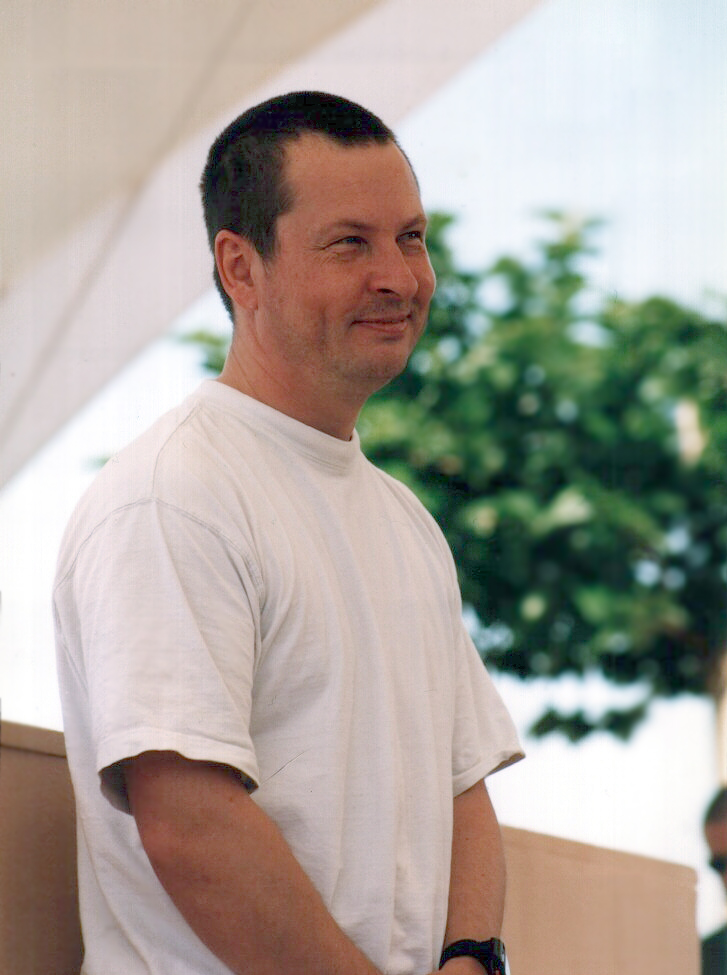
Ларс фон Триер — один из создателей внежанрового направления «Догма-95»

Общая для искусствоведения в целом, проблема определения жанра актуальна и для кинематографа. При этом проблема жанра связана с широко употребляемым термином «жанровое кино», которое часто понимается, как синоним коммерческого кино, рассматривающего фильм, как продукт, востребованный зрителем, и противопоставляется «авторскому» кинематографу, имеющему в основе, по определению Маргарете фон Тротта, самовыражение личности, индивидуума или какой-либо культуры. Фолькер Шлёндорф, говоря об авторском кино, отмечал, что «режиссёры, работавшие в этой системе, благодаря силе своей личности накладывали определённый отпечаток на свои фильмы, у них был определённый почерк, по которому их сразу узнавали». В свою очередь, жанровое кино должно подчиняться собственно «законам жанра», или определённым стереотипам, при создании фильма. Противопоставление авторского и жанрового кинематографа ярко выражено в манифесте «Догмы 95», пункт 8 которого гласил, что жанровое кино запрещено.
В то же самое время существуют фильмы авторского кино, которые можно с большой степенью уверенности отнести к тому или иному уже существующему жанру, то есть понятия «авторский» и «жанровый» не взаимоисключают друг друга. Также есть случаи, когда успешный авторский фильм порождал массу авторов-последователей, что в итоге приводило к появлению в кинематографе нового направления, закладывало фундамент для появления нового жанра игрового кино.
Поэтому в последнее время фильмы часто стали разделять на авторское кино (которое иногда тоже может быть жанровым), и так называемый «мейнстрим» (основную массу прокатных, высокобюджетных фильмов, которые обычно бывают «жанровыми» для привлечения массового зрителя). Поскольку успешные прокатные фильмы «мейнстрима» делаются чаще всего с коммерческими целями, то для их достижения обычно учитываются уже сложившиеся «жанровые стереотипы» и ожидания массового зрителя (вестерн, боевик, мелодрама и тому подобные). Это облегчает выполнение коммерческих задач фильма, и создатели фильмов для широкой аудитории обычно ориентируются на тот или иной устоявшийся жанр и его «законы» в процессе создания фильма. Такие фильмы обычно гораздо легче поддаются стандартному классифицированию, чем фильмы авторские, служащие прежде всего целям самовыражения режиссёра-создателя авторского фильма.
Таким образом, речь идёт не о полном, безоговорочном противопоставлении авторского кино жанровому, а скорее о том, что авторское кино обычно на порядок сложнее поддаётся стандартному классифицированию.

## Возникновение и становление жанров
Понятие киножанра начало формироваться с становлением студийной системы Голливуда. Оно помогло систематизировать производство фильмов и облегчило их продвижение на рынке. Также, на протяжении «Золотого века» Голливуда, когда студии выпускали кинофильмы сотнями, классификация предлагала сценаристам некие шаблоны для работы. Каждая студия специализировалась на производстве фильмов определённого жанра: Paramount Pictures — на комедиях, Universal Studios — на фильмах ужасов, Metro-Goldwyn-Mayer — на мюзиклах.
Однако прежде всего зрители связывали определённые жанры с актёрами: Джона Уэйна, Клинта Иствуда и Рэндольфа Скотта с вестернами, Джеймса Кэгни и Эдварда Г. Робинсона с гангстерскими фильмами, Джоан Кроуфорд и Барбару Стэнвик с мелодрамами, Бориса Карлоффа и Белу Лугоши с ужасами. Со временем актёры стали так тесно связаны с определёнными жанрами, что появление их в фильмах нового другого жанра становилось сенсацией.

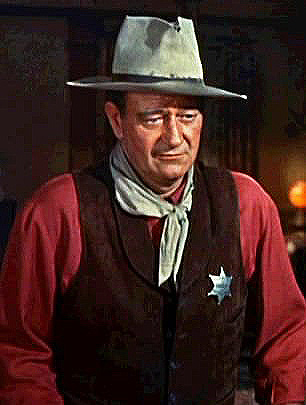
Джон Уэйн — актёр жанра вестерн

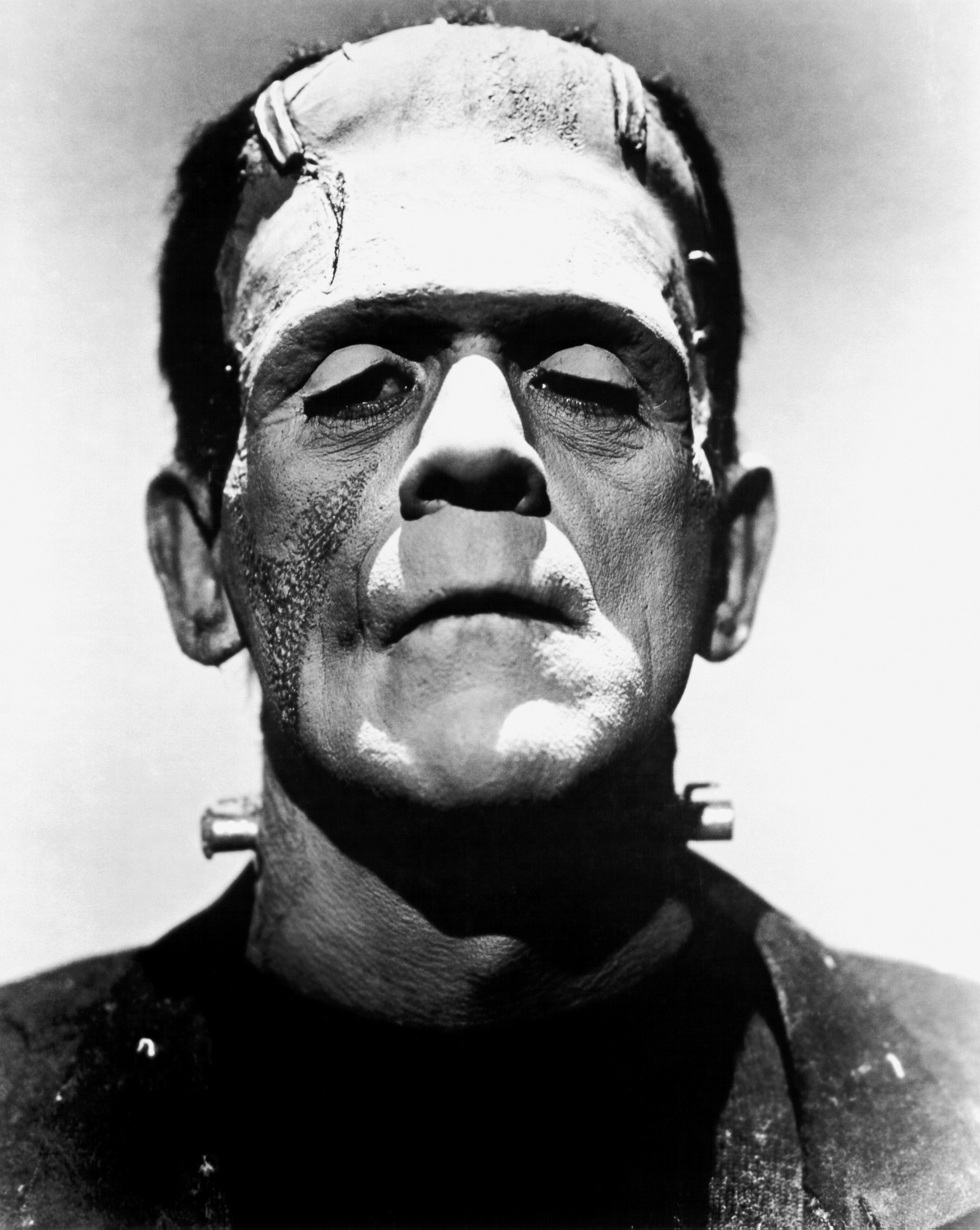
Борис Карлофф — актёр жанра фильм ужасов

Основой для всех многочисленных существующих в настоящее время жанров стали три жанра эры зарождения кино: мелодрама, комедия, авантюрный фильм, иногда к ним также относят феерию. При этом отмечается, что мелодрама была основным жанром немого кино.
Позднее жанры и актёрские амплуа стали куда более гибкими, хотя в сознании зрителей, например, такие актёры, как Брюс Уиллис, Арнольд Шварценеггер, Сильвестр Сталлоне и Чак Норрис ассоциируются с боевиками, Джим Керри и Лесли Нильсен — с комедиями. Также существуют режиссёры, специализирующиеся на фильмах определённого жанра. Некоторые режиссёры стали ассоциироваться у зрителей с конкретными типами кинофильмов: Альфред Хичкок — с триллерами, Джон Форд — с вестернами, Дуглас Сирк — с мелодрамами, Арнольд Фанк — с горными фильмами. Позднее Уэс Крэйвен и Ламберто Бава специализировались на фильмах ужасов, Джон Хьюз и Роберт Земекис — на семейных фильмах и фильмах для подростков, Дэвид Цукер — на пародийных комедиях, Джон Ву — на боевиках, Роланд Эммерих — на фильмах-катастрофах.
За годы существования популярные мотивы стали клише, и традиционные киножанры стали приобретать новое, иное толкование, расхожие клише стали оспариваться, высмеиваться и пародироваться.

## Система жанров
Исследователи отмечают, что чёткой системы жанрового кино в настоящее время не существует. Согласно Большой советской энциклопедии, жанры кинодраматургии, относительно четко разграничивавшиеся на ранних стадиях развития кино (приключенческий, комедия, мелодрама и другие), становятся менее определёнными, нередко взаимопроникают. Киновед Д. Салынский также полагает, что «мы имеем дело с динамическим процессом, а не со статичной структурой. Процесс жанрообразования идет на наших глазах. Творческим продуктом, артефактом, становится не только фильм, но и жанровая формула. Раньше она не была творческим продуктом, произведение вписывалось в какой-то жанр автоматически, по объективным критериям. А теперь это креатив.»

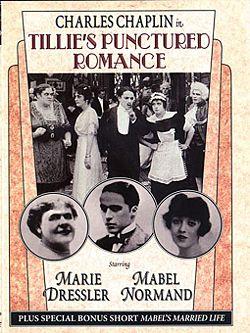
«Прерванный роман Тилли» — один из ранних представителей фильмов комического жанра

Зарубежные авторы также видят трудности в определении и систематизации жанров. Исследователь Дэниел Чандлер даже называет эту проблему «минным полем теоретика». Сомнению подвергается сама возможность создания ясной и объективной системы распределения фильмов по жанрам. Роберт Стэм усматривает четыре ключевых проблемы в исследовании жанра: объём использования конкретного жанрового термина; поиск жёстких критериев отнесения к тому или иному жанру; чёткость определения жанра, позволяющая отнести каждую картину только к одному жанру; проблема эссенциалистского подхода и изменения содержания жанра с течением времени. Вместе с тем киновед Бордвелл обращает внимание на то, что широкая публика и кинопроизводители не уделяют внимания академическим исследованиям в области теории киножанра, а применяют собственные жанровые ярлыки, которые являются не жанрами в строгом смысле слова, но расхожими определениями групп фильмов.

### Практическое значение жанровой системы кинематографа
Наряду с киноведческими классификациями, опирающимися на свою собственную систему критериев, у классификации кинофильмов на жанры есть отчетливая коммерческая и маркетинговая задача — сориентировать зрителя на предмет, какой примерно фильм он увидит в ближайшие несколько часов, интересует ли его это зрелище и стоит ли отдавать за просмотр фильма деньги.
Поэтому жанровая принадлежность фильма обычно имеет большое значение в случае его проката в кинотеатрах и показа на телевидении.

### Жанровая система IMDb
Портал Internet Movie Database (IMDb) применяет собственную систему деления фильмов по группам, в которой одна лента может относиться к нескольким «жанрам» одновременно. Авторы сайта при этом делают оговорку: «Что такое жанр? Жанр — это просто распределение фильмов по определённым типам на основе их стиля, формы или содержания. Многие фильмы могут быть с лёгкостью отнесены к таким категориям, как вестерны, драмы или комедии. Но, конечно, некоторые фильмы не укладываются в эти рамки, поэтому этот список условен.». В систему IMDb входят как классические жанры, например, комедия или приключенческий фильм, так и виды кино, то есть документальное и анимационное, а также телевизионные жанры: ток-шоу, новости. Жанровая система IMDb служит примером достаточно прагматичного подхода к решению теоретической киноведческой задачи о классификации фильмов по жанрам.

## Таблица жанров игрового кино
| Жанр/Поджанр                                      | Жанр/Поджанр | Краткое определение согласно авторитетному источнику | Пример жанра «в чистом виде» (1-2 фильма)                           | Наиболее авторитетные источники      | Примечание                                                                      |
| ------------------------------------------------- | --- | --- | ------------------------------------------------------------------- | ------------------------------------ | ------------------------------------------------------------------------------- |
| По способу построения художественного образа      | | |                                                                     |                                      |                                                                                 |
| Драматические жанры                               | | |                                                                     |                                      |                                                                                 |
| Трагедия                                          | Трагедия | Драматический жанр, основывающийся на художественном осмыслении острых сущностных проблем человеческого бытия. Происходит непримиримое столкновение героя с обстоятельствами, сопровождающееся страданиями и гибелью важных для жизни ценностей. Противоположна комедии. | - Гамлет - Иван Грозный - Гладиатор                                 | БСЭ Кино (энц. сл.)                  |                                                                                 |
| Кинокомедия                                       | Кинокомедия | Жанр кино, основной предмет которого — явления, относящиеся к эстетической категории комического. Отличительная особенность — изображение жизненных несоответствий, возбуждающих смех зрителей. | - Налево от лифта - Американский пирог - Карнавальная ночь          | БСЭ Кино (энц. сл.)                  |                                                                                 |
|                                                   | - Эксцентрическая комедия | Поджанр кинокомедии, для которого свойственно быстрое развёртывание действия в непредсказуемом и зачастую неправдоподобном направлении, сопровождаемое множеством сюжетных перипетий. | - Операция «Ы» - Бриллиантовая рука                                 | БСЭ Ист. отеч. кино                  |                                                                                 |
| - Лирическая комедия                              | Интрига фильма построена на отношениях влюблённых. | - Девчата | Ист. отеч. кино Ратников                                            |                                      |                                                                                 |
| - Гротескная комедия                              | | - Скверный анекдот | Ист. отеч. кино Ратников                                            |                                      |                                                                                 |
| - Сатирическая комедия                            | Используются приёмы сатирической гиперболы; резкое изменение привычных жизненных связей и пропорций. | - Тридцать три - Старый Новый год | Ист. отеч. кино Ратников                                            |                                      |                                                                                 |
| - Пародия                                         | | - Лимонадный Джо - Всемирная история, часть первая | Киновед. публ.                                                      |                                      |                                                                                 |
| - Музыкальная кинокомедия                         | смотри раздел «Музыкальные жанры» | смотри раздел «Музыкальные жанры» | смотри раздел «Музыкальные жанры»                                   | смотри раздел «Музыкальные жанры»    |                                                                                 |
| Трагикомедия                                      | Трагикомедия | Вид драматических произведений, совмещающих черты, свойственные комедии и высокой драме, трагедии. Трагикомический эффект основан на несоответствии героя и ситуации (трагическая ситуация — комический герой, реже — наоборот), на внутренней нерешённости конфликта. Сочувствие одному персонажу часто противоречит сочувствию другому. | - Друг - Огни большого города                                       | БСЭ Кино (энц. сл.)                  |                                                                                 |
| Драматический фильм                               | Драматический фильм | Один из основных жанров драматургии наряду с трагедией и комедией. Как и комедия, отражает прежде всего частную жизнь людей. Но главная цель не осмеяние человеческих характеров и нравов, а показ личности в её драматических отношениях с обществом. Как и трагедия, изображает героев в процессе их духовного становления или нравственных изменений. Но характеры лишены исключительности, а конфликты не столь напряжённы и в принципе не исключают разрешения. | - Молчи, грусть… молчи…                                             | БСЭ                                  |                                                                                 |
|                                                   | - Психологическая драма | | - Слуга - Поворот                                                   | БСЭ                                  |                                                                                 |
| - Каммершпиле                                     | Разновидность драмы, сложившаяся в немецком театральном искусстве и кино в начале 1920-х годов. Характерные признаки: психологизм, граничащий с натурализмом, обычно немногочисленность персонажей — представителей среднего бюргерства и чиновничества, социальный пессимизм, единство места и времени действия в рамках, как правило, несложного сюжета, замедленность темпа, особое внимание к деталям, приобретающим символическое значение. | - Последний человек | Кино (энц. сл.)                                                     |                                      |                                                                                 |
| Мелодрама                                         | Мелодрама | Традиционный драматургический жанр с характерными признаками: острая интрига, противопоставление добродетели и злодейства, идеальный герой, страдающая героиня, коварный злодей, значительная роль случайных или роковых обстоятельств, определяющих развитие сюжета, апелляция к чувствам зрителя. | - Зимняя вишня - Мужчина и женщина                                  | БСЭ Кино (энц. сл.)                  |                                                                                 |
| Эпические жанры                                   | | |                                                                     |                                      |                                                                                 |
| Киноэпопея                                        | Киноэпопея | Жанр соединяет приёмы игрового и документального кино: широкие художественные обобщения, романтическая приподнятость и высокий пафос основываются на особой точности и достоверности в реконструкции исторических фактов, обстоятельств и места действия — арены истории. | - Война и мир - Освобождение                                        | БСЭ Кино (энц. сл.)                  |                                                                                 |
| Кинороман                                         | Кинороман | | - У озера - Гроздья гнева                                           | Власов                               |                                                                                 |
| Киноповесть                                       | Киноповесть | Произведение киноискусства, сюжет которого (сравнительно сложный) базируется на целом ряде событий и в котором достигается эпическая широта охвата изображаемой действительности. | - Доживём до понедельника - Ваш сын и брат                          | Власов                               |                                                                                 |
| Киноновелла                                       | Киноновелла | Действие развивается вокруг одного локального события или происшествия в жизни героев | - Пышка - Странные люди                                             | Власов                               |                                                                                 |
|                                                   | Также (слияние жанров): | |                                                                     |                                      |                                                                                 |
| - Лирическая новелла                              | смотри раздел «Лирические жанры» | смотри раздел «Лирические жанры» | смотри раздел «Лирические жанры»                                    | смотри раздел «Лирические жанры»     |                                                                                 |
| - Сатирическая новелла                            | | - Не может быть! | БСЭ                                                                 | Разновидность сатирической комедии   |                                                                                 |
| Феерия                                            | Феерия | Жанр, распространённый на заре кинематографа в начале XX века. По происхождению близок к театральной и цирковой феерии. Характеризуется яркой зрелищностью с элементами фантастики, сказочными сюжетами, использованием специальных приёмов киносъёмки — стоп-кадр, многократная экспозиция, замедленная съёмка и ускоренное воспроизведение, и другие, включались элементы балета и пантомимы                                                                       | - Путешествие на Луну - Царство фей                                 | Кино (энц. сл.)                      |                                                                                 |
| Лирические жанры                                  | | |                                                                     |                                      |                                                                                 |
| Кинопоэма                                         | Кинопоэма | |                                                                     | Власов                               |                                                                                 |
| Лирическая новелла                                | Лирическая новелла | | - У самого синего моря                                              | БСЭ                                  | Разновидность киноновеллы                                                       |
| На основе фольклора                               | | |                                                                     |                                      |                                                                                 |
| Сказка                                            | Сказка | | - Аленький цветочек - Чарли и шоколадная фабрика                    | БСЭ                                  |                                                                                 |
| Притча                                            | Притча | Характерна простота фабулы, заданность характера, возвращение героя на круги своя | - Слёзы капали - Я, бабушка, Илико и Илларион                       | Ист. отеч. кино Шилова               |                                                                                 |
| По предмету отражения                             | | |                                                                     |                                      |                                                                                 |
| Приключенческий фильм (Авантюрный фильм)          | Приключенческий фильм (Авантюрный фильм) | Группа жанров, которым присуща острая, напряжённая, быстро развёртывающаяся фабула, основанная на событии, нарушающем привычный ход жизни, заключающем в себе потенциальную опасность и побуждающем героя к действию. Это может быть общественно-исторические катаклизмы, ломающие устоявшийся жизненный уклад, враждебная или незнакомая герою среда (война, преступный мир, природные катаклизмы, другая цивилизация и тому подобное)                              | - Роман с камнем - Неуловимые мстители                              | БСЭ Кино (энц. сл.)                  |                                                                                 |
| Вестерн                                           | Вестерн | Жанровая форма приключенческого кино, тематику которого составляют события, связанные с освоением американского Запада во второй половине XIX века. | - Дилижанс - Маленький большой человек                              | БСЭ Кино (энц. сл.)                  | Разновидность прикл. ф. Жанр возник на основе сюжетно-тематических признаков.   |
|                                                   | - Спагетти-вестерн | Вестерны, снимавшиеся в Италии | - За пригоршню долларов - Хороший, плохой, злой                     | Кино (энц. сл.)                      |                                                                                 |
| Детектив                                          | Детектив | Картина, рассказывающая о расследовании уголовных преступлений, а также о работе разведчиков. На первый план выходят поступки персонажей, зачастую параллельно показываются действия сыщика и преступника. Поджанр — фильм-тайна. | - Смерть на Ниле - Сыщик                                            | БСЭ Кино (энц. сл.)                  | Разновидность прикл. ф. Жанр возник на основе сюжетно-композиционных признаков. |
| Нуар («Чёрный» фильм) Неонуар                     | Нуар («Чёрный» фильм) Неонуар | Приключенческий фильм с сильно трансформированным содержанием и этическими установками жанра. В центре повествования находится герой, в большинстве случаев частный детектив, к которому враждебны как преступный мир, так и «добропорядочное» общество. Чаще всего герой побеждает в столкновении с противником, однако вынужден при этом подчиниться правилам общества, считающего преступления нормой, что способствует полярной оценке моральных установок героя | - Двойная страховка - Мальтийский сокол - Китайский квартал         | Киновед. публ., Кино (энц. сл.)      | Часть исследователей полагает, что фильмы-нуар — это явление внежанровое        |
| Триллер                                           | Триллер | Особый тип приключенческого фильма, вызывающий у зрителей специальными приёмами активное сопереживание и сильные эмоции (тревожное ожидание, беспокойство, страх и прочее). Акцент с внешних действий (погони, драки) смещается на психологические переживания персонажей, связанные с преступлением. В триллере рассказ ведётся с точки зрения жертвы или преступника. Поджанр — фильм-тайна.                                                                       | - Исступление - Молчание ягнят                                      | Сл. по общ. наукам Кино (энц. сл.)   | Разновидность прикл. ф.                                                         |
| Гангстерский фильм                                | Гангстерский фильм | Категория фильмов об организованной преступности (гангстерских синдикатах), а также о профессиональных правонарушителях | - Лицо со шрамом - Однажды в Америке                                | БСЭ Кино (энц. сл.)                  | Разновидность прикл. ф.                                                         |
| Фильм-катастрофа                                  | Фильм-катастрофа | Разновидность постановочных фильмов, тематика которых — масштабное изображение бедствий, постигших отдельные группы людей, города, целые страны | - Приключение «Посейдона» - 2012                                    | Кино (энц. сл.)                      | Разновидность прикл. ф.                                                         |
| Боевик                                            | Боевик | Приключенческий фильм с многочисленными эпизодами погони, стрельбы, поединков и тому подобным. | - Коммандо - Крепкий орешек                                         | Нов. словарь русс. яз.               | Разновидность прикл. ф.                                                         |
| Исторический фильм                                | Исторический фильм | Произведение киноискусства, сюжет которого основан на изображении реальных событий и, как правило, реальных персонажей исторического прошлого | - Ватель                                                            | Киновед. публ. Кино (энц. сл.)       |                                                                                 |
|                                                   | - Биографический фильм (байопик) | Произведение киноискусства, посвящённое жизни и деятельности исторического лица — обществ, деятеля, полководца, представителя науки и культуры | - Человек с ружьём - Человек на все времена                         | Кино (энц. сл.)                      |                                                                                 |
| - - Музыкально-биографический фильм               | смотри раздел «Музыкальные жанры» | смотри раздел «Музыкальные жанры» | смотри раздел «Музыкальные жанры»                                   | смотри раздел «Музыкальные жанры»    |                                                                                 |
| - Фильм плаща и шпаги                             | Условно-историческое действие, романтический герой которого с отвагой преданно служит справедливости. Большое место занимают эпизоды с фехтованием и скачками | - Багдадский вор - Фанфан-тюльпан | Кино (энц. сл.)                                                     | Разновидность прикл. ф.              |                                                                                 |
| - Пеплум                                          | Первоначально итальянские исторические и мифологические ленты, как правило, на основе событий древнего мира | - Колосс Родосский - Бен-Гур | Энц. кино Киновед. публ.                                            | Разновидность прикл. ф.              |                                                                                 |
| - Историко-революционный фильм                    | Рассказывается о событиях истории, о борьбе народов за свободу и независимость, о борьбе трудящихся против феодального и капиталистического строя | - Броненосец «Потёмкин» - Ленин в Октябре | Энц. кино Ист. отеч. кино                                           |                                      |                                                                                 |
| Также (слияние жанров):                           | | |                                                                     |                                      |                                                                                 |
| - Историческая драма                              | | - Император и убийца | БСЭ                                                                 | Разновидность драмы                  |                                                                                 |
| Фантастический фильм                              | Фантастический фильм | Фильмы преимущественно трёх тематических направлений: космические путешествия, появление инопланетных существ на Земле и положение человека в изменившихся условиях будущего | - Невероятное путешествие - День, когда остановилась Земля - Аэлита | БСЭ Кино (энц. сл.)                  | Разновидность прикл. ф.                                                         |
|                                                   | - Научная фантастика | | - Туманность Андромеды                                              |                                      |                                                                                 |
|                                                   | - Фэнтэзи | | - Сказка странствий                                                 |                                      |                                                                                 |
|                                                   | - Социальная утопия | | - Метрополис                                                        | БСЭ                                  |                                                                                 |
| - Антиутопия                                      | | - 1984 | БСЭ                                                                 |                                      |                                                                                 |
| - Фантастическая сатира                           | | - Кин-дза-дза! | БСЭ                                                                 |                                      |                                                                                 |
| - Социально-философский фильм                     | | - Письма мёртвого человека | БСЭ                                                                 |                                      |                                                                                 |
| - Киберпанк                                       | | - Матрица - Бегущий по лезвию | Искусство Кино                                                      |                                      |                                                                                 |
| Политический фильм                                | Политический фильм | Фильм, тема и сюжет которого связаны с политикой — классовой борьбой, национально-освободительными движениями, международными проблемами, вопросами государства и власти и так далее. | - Чапаев - Конец Санкт-Петербурга                                   | БСЭ Кино (энц. сл.)                  |                                                                                 |
| Фильм ужасов                                      | Фильм ужасов | Тематически обширный и разнообразный круг фильмов, показывающих явления загадочные, анормальные, сверхъестественные с задачей вызвать у зрителей чувство страха. Подразделяются на три направления: - о маньяках, людях с извращённой психикой (близко к триллеру) - о фантастических существах (схоже с фантастическим фильмом) - о вторжении в человеческую жизнь потусторонних сил                                                                                | - Кабинет доктора Калигари - Кинг-Конг - Полтергейст                | БСЭ Кино (энц. сл.)                  | Разновидность прикл. ф.                                                         |
|                                                   | - Джалло | Первоначально итальянский фильм ужасов, основанный на синтезе классического детектива, готической психоделики и максимально жестокого фильма ужасов, зачастую с очень примитивным сюжетом | - Четыре мухи на сером бархате - Кроваво-красное                    | Искусство Кино КЭСЛ                  |                                                                                 |
| - Слэшер                                          | Показ действия зачастую происходит сквозь призму восприятия убийцы. Характерно преобладание прямолинейных общих планов; клиповый монтаж; изображение, предельно приближенное к реальности | - Чёрное Рождество - Техасская резня бензопилой | Искусство Кино                                                      |                                      |                                                                                 |
| - Готика (неоготика)                              | | - Маска демона - Дракула Брэма Стокера | Искусство Кино                                                      |                                      |                                                                                 |
| Музыкальные                                       | | |                                                                     |                                      |                                                                                 |
| Музыкальный фильм                                 | Музыкальный фильм | Кинопроизведение, в котором музыка выполняет важнейшие смысловые и композиционные функции, определяет жанровую и стилистическую характеристику картины | - Девушка моей мечты - Музыкальная история                          | БСЭ Кино (энц. сл.)                  |                                                                                 |
|                                                   | - Мюзикл | Вид синтетического зрелища, в котором драматический сюжет, воплощённый в диалогах, музыке, пении и хореографии, выражен специфическими средствами киноискусства. Все элементы произведения неразрывно взаимосвязаны, подготавливая переход одной формы воплощения в другую | - Поющие под дождём - Кабаре                                        | БСЭ Кино (энц. сл.)                  | Жанр возник на основе формально-языковых признаков.                             |
| - Фильм-ревю                                      | Фильм с участием «звёзд» эстрады — певцов, танцовщиков, пловцов, мастеров фигурного катания | - Бродвейская мелодия | Кино (энц. сл.)                                                     |                                      |                                                                                 |
| - Фильм-балет                                     | | - Анна Каренина - Анюта | Кино (энц. сл.)                                                     |                                      |                                                                                 |
| - Фильм-оперетта                                  | | - Летучая мышь | Кино (энц. сл.)                                                     |                                      |                                                                                 |
| - Фильм-опера                                     | | - Хованщина | Кино (энц. сл.)                                                     |                                      |                                                                                 |
| - Рок-опера                                       | | - Иисус Христос — суперзвезда - Звезда и смерть Хоакина Мурьеты | Словарь музыки Кино (энц. сл.)                                      |                                      |                                                                                 |
| Также (слияние жанров):                           | | |                                                                     |                                      |                                                                                 |
| - Музыкальная кинокомедия                         | | - Встретимся в Сент-Луисе - Волга, Волга - День радио | Кино (энц. сл.)                                                     | Разновидность кинокомедии            |                                                                                 |
| - Музыкально-биографический фильм                 | | - Большой вальс - Чайковский | Кино (энц. сл.)                                                     | Разновидность биографического фильма |                                                                                 |
| Жанры японского кино                              | | |                                                                     |                                      |                                                                                 |
| Дзидайгэки                                        | Дзидайгэки | |                                                                     | Энц. «Япония от А до Я»              |                                                                                 |
| Кэнгэки                                           | Кэнгэки | |                                                                     | Энц. «Япония от А до Я»              |                                                                                 |
| Сёсимингэки                                       | Сёсимингэки | |                                                                     | Энц. «Япония от А до Я»              |                                                                                 |
| Дзёсэйэйга                                        | Дзёсэйэйга | |                                                                     | Энц. «Япония от А до Я»              |                                                                                 |
| Пинк фильм (Пинк эйга, Пинк виоленс)              | Пинк фильм (Пинк эйга, Пинк виоленс) | Направление японского кинематографа, эксплуатирующее тематику женщины в преступных обстоятельствах, содержащее большое количество сцен насилия и эротического контента. Пик популярности приходится на начало 1970-х годов. |                                                                     | Киновед. публ.                       |                                                                                 |
| Жанры, упоминаемые только в иноязычных источниках | | |                                                                     |                                      |                                                                                 |
| Уся                                               | Уся | | - Крадущийся тигр, затаившийся дракон                               | Киновед. публ.                       |                                                                                 |
| Тямбара                                           | Тямбара | | - Затойчи                                                           | Киновед. публ.                       |                                                                                 |
| Сплэттер                                          | Сплэттер | Поджанр фильмов ужасов. Термин изначально был придуман Джорджем Ромеро для своего фильма «Рассвет мертвецов». По его собственному определению, это фильм, в котором изображение крови и отрезанных частей тела занимает 80 % экранного времени | - Хостел                                                            | Киновед. публ.                       |                                                                                 |

Примеры жанровой многоплановости кинокартин:
- Человек-амфибия — фантастика, приключения, мелодрама[Кн 16].

Также: 
- Фильм выживания; примеры: Куб, Гиперкуб, Фобос. Клуб страха (2010), Бегущий в лабиринте  (2014), Вышка (2022); сериалы Остаться в живых (2004), Башня (2010), Выжить после (2013), Квест (2015), Колл-центр (2019), Игра на выживание (2020); также пародия на них — Быстрее, чем кролики.